# Cowkeeper
Cowkeeper (ca 1710–1783) es el nombre inglés del primer jefe registrado de la banda Alachua de la tribu semínola. Su nombre tradicional era Ahaya.

## Biografía
Su tribu, los oconee, eran orginarios de la Georgia, pero su gente se asentó a lo largo del río Chattahoochee al norte de Florida cuando él era pequeño. A los 20 años, Ahaya era el jefe de su pueblo y había cultivado un fuerte odio hacia los españoles que gobernaban la Florida española. Cuando James Oglethorpe de Georgia lanzó una incursión inglesa contra la capital española de San Agustín en 1740, encontró en Ahaya y sus treinta guerreros unos buenos aliados. Sobre el año 1750, Ahaya condujo a su gente al sur de lo que ahora es la Paynes Prairie, probablemente cerca de las ruinas del pueblo Timucua de Potano. Encontraron abundante caza y pesca, así como ganado salvaje. Su gente reunió el ganado para formar a una manada enorme, dando a su jefe el sobrenombre inglés "Cowkeeper". 
Hacia 1757, la gente de Cowkeeper tenía un pueblo próspero llamado Cuscowilla, en la orilla noroeste del lago Tuscawilla, donde se asienta ahora la moderna ciudad de Micanopy. Ese año, el jefe visitó al Gobernador de Georgia y expresó su odio tanto a los españoles, como a cualquier tribu india aliada con ellos. Su odio venía de una visión que tuvo en la que le decía que no encontraría la paz en la vida del más allá a menos que matara a cien españoles. En 1763, cuando España traspasó Florida a los británicos, Cowkeeper no podía ser más feliz. Incluso viajó hasta San Agustín para el nombramiento del nuevo gobernador británico Patrick Tonyn. Los británicos trataron a su gente de forma separada y distinta de los otros nativos de Florida, llamándolos "semínolas", un nombre sacado de la palabra española cimarrones o fugitivos, ‘Negro cimarrón’. Finalmente, este nombre fue aplicado a todas las tribus.
En 1774, el naturalista William Bartram de Filadelfia visitó a Cowkeeper en Cuskowilla. Fue honorado con una gran fiesta donde le enseñaron el mejor ganado de la banda Alachua. Cuando Bartram explicó a su anfitrión que estaba interesado en estudiar las plantas locales y animales, Cowkeeper estaba entusiasmado. Llamó al científico americano "Puc-puggee", o "el cazador de flores". Y también le dio la rienda suelta para explorar sus tierras. Ese mismo año, un colono de Georgia llamado John Bryan intentó engañar a los jefes Creek de aquella colonia para ceder los derechos de la tribu a tierras en Florida. Cowkeeper se preocupó cuando el hombre valiente viajó tanto hasta llegar a la Pradera de Payne en el lejano sur para esculpir su nombre en un roble rojo, pero sus aliados intervinieron rápidamente. El gobernador James Wright de Georgia informó a los Creek del engaño de Bryan y el gobernador Tonyn de Florida publicó una orden de arresto para el sinvergüenza.
En 1783, cuando los británicos tuvieron que devolver Florida a España, Cowkeeper vio una posibilidad de realizar su visión de matar a cien españoles antes de su muerte. Organizó una partida de guerra para atacar San Agustín, pero cayó enfermo. Sabiendo que su final estaba cerca, convocó a sus hijos King Payne y Bowlegs a su lado para confesar que sólo había matado a ochenta y seis españoles y les pidió que mataran en su nombre los catorce restantes.
| Predecesor: Ninguno | Jefes semínolas ? - 1783 | Sucesor: King Payne |

## Para saber más
- Paynes Prairie: A History of the Great Savanna, by Lars Andersen.  Pineapple Press, Inc., Sarasota, Florida, 2001.

- Datos: Q433213